# Урсула фон дер Лайен
У̀рсула Гѐртруд фон дер Ла̀йен (на немски: Ursula Gertrud von der Leyen) е германски политик, първата жена министър на отбраната на Германия. На 16 юли 2019 г. тя е избрана за председател на Европейската комисия. На 1 декември 2019 г. встъпва в длъжност като първата жена председател на Европейската комисия. Преди това е член на федералното правителство на Германия от 2005 до 2019 г, като е най-дълго служилият член на кабинета на Ангела Меркел. Членува в партията Християндемократически съюз (ХДС), която на свой ред е член на Европейската народна партия (ЕНП). През юли 2024 г. е преизбрана за председател на Комисията.

## Биография

### Произход
Родена е на 8 октомври 1958 г. в Иксел, Белгия, където живее до 13-годишна възраст. Нейният баща Ернст Албрехт работи като един от първите европейски държавни служители от създаването на Европейската комисия през 1958 г., първо като шеф на кабинета на Европейския комисар по конкуренцията Ханс фон дер Гроебен в Комисията Халщайн, и след това като генерален директор на Генерална дирекция „Конкуренция“ от 1967 до 1970. През 1971 г. тя се премества в Лерте в района на Хановер, след като баща ѝ става изпълнителен директор на хранителната компания Бахлсен и участва в държавната политика в Долна Саксония. Баща ѝ е министър-председател на Долна Саксония от 1976 до 1990 г. Повечето от предците ѝ са от Северозападна Германия.

### Образование и професионална кариера
След завършване на гимназия Урсула фон дер Лайен следва икономика в университетите в Гьотинген и Мюнстер. През 1978 г. учи в Лондонското училище по икономика. През 1987 г. завършва медицина в Хановер и става лекар. От 1988 до 1992 г. работи като лекар асистент в гинекологичното отделение на университетската клиника в Хановер. Защитава дисертация и се дипломира като доктор по медицина през 1991 г. Омъжена е от 1986 г. за колегата си лекар Фон дер Лайен, който произлиза от аристократично семейство, и от 1992 до 1996 г. е домакиня в Станфорд, Калифорния, докато съпругът ѝ е преподавател в Станфордския университет. Завръщат се в Германия през 1996 г.

### Семейство
Урсула фон дер Лайен е омъжена за Хайко фон дер Лайен, професор по медицина и директор на компанията за развитие на генно-инженерни технологии Orgenesis Inc. Съпрузите имат 7 деца (родени между 1987 и 1999 г.).

### Политическа кариера

#### Постове в Германия
Фон дер Лайен е държавен министър в периода 2003 – 2005 година, министър на семейните въпроси и младежта (2005 – 2009), министър на труда и социалните въпроси (2009 – 2013) и министър на отбраната на Германия (2013 – 2019).

#### Председател на Европейската комисия
На 2 юли 2019 г. Фон дер Лайен е предложена от Европейския съвет за кандидат за председател на Европейската комисия. Тя е избрана за председател от Европейския парламент на 16 юли, с 383 от 733 гласа, като 327 гласа са против, а 22 - въздържали се. На пресконференцията, обявявайки кандидатурата ѝ, председателят на Европейския съвет Доналд Туск отбеляза намерението на Фон дер Лайен да запази първия заместник-председател на Комисията Франс Тимерманс по време на нейното администриране. Преди това Тимерманс е един от „водещите кандидати“ за председателството на Комисията. След като я номинира за кандидат за председател на Комисията, Комисията ѝ предоставя заплата, служба и персонал в Брюксел, за да улесни преговорите между институциите на ЕС по отношение на изборите.
Фон дер Лайен подкрепя предложеното споразумение за свободна търговия между Европейския съюз и Меркосур, което ще формира една от най-големите световни зони за свободна търговия. Страхът е, че сделката може да доведе до повече обезлесяване на тропическите гори на Амазонка, тъй като разширява достъпа до пазара на бразилско говеждо месо.
На 18 юли 2024 г. е преизбрана за председател на Комисията с 401 гласа „за“, 284 „против“и 22 празни или невалидни бюлетини.
През есента на 2024 г. тя става защитник на ядрената енергия, заедно със своята партия ХДС.
Насърчаването на Европейския зелен пакт и зеления преход е заявено отново като приоритет за Втората комисия на фон дер Лайен. Въпреки това през юни 2025 г., само няколко дни преди да бъде сключено ключово междуинституционално споразумение, е обявено намерението на Комисията да оттегли Директивата за зелените вземания – крайъгълен камък в стратегията на ЕС за гарантиране, че потребителите получават точна, проверима и научно обоснована информация за околната среда, директива, зеляща да сложи край на заблуждаващите псевдозелени маркетингови практики, които подкопават доверието и забавят прехода към зелена икономика. Социалистите и демократите в Европейския парламент категорично осъждат заявлението на Комисията. Групите на социалистите и либералите заплашват да оттеглят подкрепата си за Фон дер Лайен.

## Награди
- Командор на Националния орден на Мали (2016)[16]
- Голям кръст на Ордена за заслуги към Литва (2 март 2017 г.)[17]
- Орден на княз Ярослав Мъдри I степен, Украйна (2022)[18]
- Медал на Ордена на свети Пантелеймон, Украйна (2024)[19]
- Награда Global Citizen Prize в категорията „Световен лидер“ (2020 г.)[20]